# I Just Don't Understand
I Just Don't Understand est une chanson écrite par Marijohn Wilkin et Kent Westberry  enregistrée par la chanteuse américaine Ann-Margret. Elle atteint la 17e position du palmarès Billboard Hot 100 en 1961. Cette chanson a été l'un des premiers enregistrements utilisant l'effet fuzz sur la guitare électrique. 

## Reprises

### The Beatles
Pistes inédites de Live at the BBC
Glad All Over So How Come (No One Loves Me)
Elle a été enregistrée par les Beatles, chantée par John Lennon, le 16 juillet 1963, au Théatre Paris (en) de la BBC à Londres, pour leur émission radio Pop Go the Beatles (en) diffusée le 6 août. Cet enregistrement est inclus dans le disque compilation Live at the BBC publié en 1994.

#### personnel
- John Lennon – chant, guitare rythmique
- Paul McCartney – chœurs, guitare basse
- George Harrison – chœurs, guitare solo
- Ringo Starr – batterie

### Autres versions
En 1965, la pop star australienne Normie Rowe en a fait une version plus rock.
Le groupe indie rock américain Spoon l'a reprise sur leur album They Want My Soul en 2014.